# Alejandra Vanessa
Alejandra Vanessa (Córdoba, 16 de mayo de 1981) es una poeta, actriz, modelo y escritora española que escribe en lengua castellana. Miembro de la Generación Poética del 2000.[cita requerida]

## Biografía
Licenciada en Filología Hispánica por la Universidad de Córdoba, dio sus primeros pasos en el taller de poesía coordinado por Pablo García Casado en la cordobesa Casa del Ciprés. Ha publicado los poemarios Colegio de monjas y Poto y Cabengo, así como el libro híbrido El hombre del saco. Sus poemas han aparecido en revistas como Mester de Vandalía (Ceuta), Isla desnuda (Albacete), Salamandria (Almería), müsu (Córdoba), La hamaca de lona (Madrid), Prima littera, Cuadernos del Minotauro (Madrid) o Ex libris (Alicante), además de recibir diversos premios por sus relatos infantiles. Algunos de sus versos han sido traducidos al inglés y al italiano.
Junto a la también poeta Elena Medel coordinó desde marzo del año 2004 hasta junio del año 2014 las actividades del colectivo La Bella Varsovia, del que fue cofundadora, centrado en la difusión de la cultura y la promoción de los jóvenes creadores. Además de otras actividades como la publicación de libros o la organización de eventos culturales, La Bella Varsovia convoca el Premio de poesía joven Pablo García Baena.
Coordinó la VII Edición del Programa por el Fomento de la Lectura El Placer de Leer Diputación de Sevilla durante los años 2011 y 2012. Desde el año 2004 ha impartido talleres de escritura creativa, entre otros, para el Centro Andaluz de las Letras y para Cosmopoética en colegios, institutos y en el Centro Penitenciario de Córdoba. 
Tras su salida del proyecto La Bella Varsovia, debido a problemas de entendimiento entre las artistas, lo que provocó su salida de este colectivo, desde julio del año 2015 dirige el proyecto Chusneo.Cultural Affairs, que promueve la cultura desde un punto de vista divertido y cercano al público.
Desde 2012 ha organizado en Córdoba numerosas ediciones del proyecto cultural Redetejas. Durante 2015 a 2017 fue codirectora junto con Myriam García del grupo teatral DeParEnPar en el que realiza las funciones de dirección, coordinación y a la vez es actriz en el dueto. El grupo teatral ha actuado por gran parte de Andalucía en su función de micro teatro.
Durante 2017 participa también en varios programas culturales de radio como artista recurrente. A su vez está girando por toda España con su obra "Poesía de la Tonta" en homenaje a Gloria Fuertes.
Desde 2021 colabora con la editorial Cántico.

## Obra poética
- Poto y Cabengo, (Granada, Valparaíso Ediciones,  2015). 60 páginas, ISBN 978-84-943577-7-0.
- Marilyn quiso ser Marisol, (Almería,Los Banderines del Zaguán,  2009). Plaquette.
- La fiesta de pijamas (Córdoba, Visions of Johanna, 2005). Plaquette.
- Brevas novas (Córdoba, La Bella Varsovia, 2004). Plaquette.
- Colegio de monjas (mención especial del Premio Andalucía Joven de Poesía 2004; Barcelona, DVD, 2005). 96 páginas, ISBN 84-96238-25-3.

## Inclusión en antologías
- Radio Varsovia. Muestra de poesía joven cordobesa (Córdoba, La Bella Varsovia, 2004). 132 páginas, ISBN 84-609-2361-4.
- Que la fuerza te acompañe (Almería, El Gaviero ediciones, 2005). 102 páginas, ISBN 84-934411-0-4.
- Hilanderas (Madrid, Amargord, 2006). 358 páginas, ISBN 84-87302-24-6.
- Los jueves poéticos II (Madrid, Hiperión, 2007). 176 páginas, ISBN 978-84-7517-900-1.
- Estar en las afueras también es estar dentro : diez años de Las afueras, de Pablo García Casado, (Córdoba, La Bella Varsovia, 2007). 88 páginas, ISBN 978-84-612-2700-6.
- Las Noches del Cangrejo (Sevilla, Cangrejo Pistolero ediciones, 2008). 263 páginas, ISBN 978-84-93610-84-5.
- Antología del beso, poesía última española, de Julio César Jiménez (Madrid, Mitad doble ediciones, 2009). 133 páginas, ISBN 978-84-613-0665-7.
- Sais : diecinueve poetas desde La Bella Varsovia (Córdoba, La Bella Varsovia, 2010). 136 páginas, ISBN 978-84-614-3730-6.
- La vida por delante, (Sevilla, Ediciones en Huida, 2012. 392 páginas, 978-84-939539-9-7.

## Narrativa
- El hombre del saco (Almería, El Gaviero Ediciones, 2006). 100 páginas, ISBN 84-934411-7-1.

## Galardones
- Primer premio Sueños de San Valentín, convocado por Woman Secret. 2011.
- Primer premio III Certamen de Poesía del Ayuntamiento de Adamuz. 2007.
- Finalista I Concurso de Relato Breve del Museo Arqueológico y Etnológico de Córdoba. 2004.
- Accésit del II Certamen de narrativa breve Cardenal Salazar.  2004.
- Premio Andalucía Joven de poesía[2] 2004.